# Mario Hernández (músico)
Mario Hernández (24 de junio de 1924, Sabana Llana, Río Piedras, Puerto Rico - 2 de enero de 2013, Río Piedras) fue un tresista, cantante y compositor puertorriqueño.

## Biografía
Desde pequeño se inclinó por la música sintiéndose atraído por varios instrumentos como el bongó, el bajo y la guitarra llegando también a cantar en algunos programas de aficionados.
Quedó prendado por la sonoridad del tres al oír una canción interpretada por el Sexteto Puerto Rico con su tresista “Piliche”. Con apenas 16 años, fue segunda voz y tresista del Conjunto Libertad.
En 1950 fundó su orquesta “Los Diablos del Caribe”, con la que trabajó hasta 1956, cuando se trasladó a Nueva York. En esta urbe vivió por unos treinta años. Los Diablos del Caribe fue la primera orquesta que acompañó al sonero mayor Ismael Rivera, cuando este contaba apenas con 14 años de edad. Los Diablos también se presentaron en N.Y durante la última temporada del Night Club Palladium, donde Mario alternó con leyendas de la música latina como Tito Puente y Machito.
En esos tiempos, Mario también trabajó con artistas como La Lupe, María Luisa Landín, Panchito Riset y Daniel Santos con La Sonora Matancera. 
Dirigió el Sexteto Borinquen desde 1961. Pasó sus últimos años en Río Piedras, donde murió en enero de 2013 a la edad de 88 años.